# Чемеровецький медичний коледж
Чемерове́цький меди́чний ко́ле́дж — комунальний вищий навчальний заклад І рівня акредитації Хмельницької обласної ради, що розташований у місті Чемерівці, Хмельницька область.

## Структура, спеціальності

Головний корпус коледжу

Коледж готує молодших спеціалістів за фахом
- Лікувальна справа;

Спеціальність — «фельдшер» готується для роботи в лікувально-профілактичних закладах, фельдшерсько-акушерських пунктах, станціях невідкладної медичної допомоги, санаторно-курортних установах.
Термін навчання: 4 роки на базі 9 класів.
- Сестринська справа.

Спеціальність — «медична сестра» готується для роботи в лікувально-профілактичних закладах з широким обсягом спеціалізації та санаторно-курортних установах.
Термін навчання: 4 роки — на базі 9 класів; 3 роки — на базі 11 класів.

## Матеріально-технічна база
Чемеровецький навчальний коледж розміщений у двох навчально-лабораторних корпусах. Загальна навчальна площа обох корпусів — 7324 м². Заняття відбуваються у 12 лекційних аудиторіях, 42 кабінетах і 4 лабораторіях. Крім того, на базі Чемеровецької ЦРЛ для практичного навчання створено 9 навчальних кімнат; в районній поліклініці селища обладнано лекційну залу на 240 місць. Виробнича та переддипломна практики відбуваються в центральних районних лікарнях області та лікувально-профілактичних закладах Хмельницького.
В бібліотеці коледжу нараховується 41719 примірників літератури, з яких понад 60% — навчальна література. Для масових заходів слугує актова зала на 300 місць. Працюють вокальний та танцювальний гуртки. Для іногородніх студентів при коледжі діє гуртожиток, розрахований на 300 місць. Харчування студентів здійснюється в їдальні коледжу.
Крім того, студенти мають змогу займатися в спортивному комплексі, де є ігрова, гімнастична, тренажерна та тенісна зали.

## Історія
Ініціатором створення училища був головний лікар Чемеровецької районної лікарні Казьмирчук Сергій Григорович.

1963 рік — згідно з наказом № 227 від 11.05.1963 року по Хмельницькому обласному відділу охорони здоров'я створено Чемеровецьке медичне училище. За рекомендацією Казьмирчука першим директором училища був призначений О. В. Муляр.
Навчальний заклад займав декілька кімнат у старому пристосованому приміщенні. Всього було 4 штатні викладачі, з них лише 1 лікар.
Перший прийом в училище становив лише 95 студентів, з них зі спеціальності «Лікувальна справа» — дві групи на базі (восьмирічної) неповної середньої школи і зі спеціальності «Сестринська справа» — одна група на базі середньої школи.

З 1963 по 1973 роки училище випустило 938 спеціалістів-медиків.

У 2005 році, навчальний заклад атестовано з відзнакою на право здійснення загальноосвітньої діяльності з наданням повної середньої освіти.

З 2006 року в училищі, відповідно до наказу МОН України ліцензовано цикл тематичної спеціалізації з лікувального масажу для фельдшерів і медичних сестер з ліцензованим обсягом 100 осіб, що значно розширило спектр професійних можливостей молодших спеціалістів .

У 2009 році, відповідно до рішення сесії Хмельницької обласної ради від 24.09.09 р. за № 12-21/2009 Чемеровецьке медичне училище було перейменовано на Чемеровецький медичний коледж.

У 2013 році в коледжі навчалося 908 студентів, в тому числі на відділенні «Лікувальна справа» — 403, «Сестринська справа» — 505.

## Відомі випускники
- Суходоля Анатолій Іванович — доктор медичних наук, професор, зав. кафедри хірургії післядипломної освіти та декан Вінницького національного медичного університету ім. М.Пирогова, заслужений лікар України, лауреат Державної премії України в галузі науки і техніки;
- Дубей Л. Я. — доктор медичних наук, професор кафедри педіатрії, неонатології факультету післядипломної освіти Львівського університету ім. Д.Галицького;
- Недоборський К. В. — доктор медичних наук, полковник медичної служби, начальник НДЛ «Загальноармійський реєстр МЦРФ»;
- Угляр Ю. В. — кандидат медичних наук, доцент кафедри онкології і променевої діагностики Тернопільського державного медичного університету ім. І. Я. Горбачевського;
- Нагорний І. М. — кандидат медичних наук, директор Хмельницького базового медичного коледжу, заслужений лікар України;
- Ковальчук П. Є. — кандидат медичних наук, доцент кафедри травматології, ортопедії та нейрохірургії Буковинського державного медичного університету
- Бодак В. М. — кандидат медичних наук, державний експертний центр Міністерства охорони здоров'я України.
- Віктор Овчарук — лікар, політик, голова Тернопільської обласної ради.
- Дубицький Сергій Олександрович   - провідний лікар Чемеровеччини, заслужений лікар України, видатна постать району.